# Saint-Georges-lès-Baillargeaux
Saint-Georges-lès-Baillargeaux település Franciaországban, Vienne megyében. Lakosainak száma 4345 fő (2022. január 1.). Saint-Georges-lès-Baillargeaux Bonneuil-Matours, La Chapelle-Moulière, Chasseneuil-du-Poitou, Dissay, Montamisé és Jaunay-Marigny községekkel határos.

## Népesség
A település népessége az elmúlt években az alábbi módon változott:
| Lakosok száma | 3997 | 4049 | 4181 | 4168 | 4200 | 4233 | 4265 | 4271 | 4345 |
|               | 2013 | 2015 | 2016 | 2017 | 2018 | 2019 | 2020 | 2021 | 2022 |